# Syndroom van Ganser
Het syndroom van Ganser is een zeldzame psychische aandoening die wordt gekenmerkt door het geven van 'bijna-juiste' antwoorden op vragen of het geven van een verdraaide of cryptische uitleg. Iemand die aan het syndroom lijdt, kan desgevraagd bijvoorbeeld 'drie plus drie is zeven' antwoorden, waarmee hij aangeeft wel het antwoord te weten, maar niet alle informatie te willen prijsgeven. Het syndroom treedt doorgaans op in gevallen van ernstige stress, bijvoorbeeld gevangenschap of oorlog, maar kan ook het gevolg zijn van hoofdletsel. Soms treden naast het syndroom ook symptomen van een conversiestoornis op.
De aandoening werd aan het eind van de negentiende eeuw voor het eerst beschreven door de Duitse arts Sigbert Ganser, die werkte in de gevangenis in Halle. Hij beschouwde de aandoening als een vorm van hysterie. Tegenwoordig bestaan er verschillende inzichten over het indelen van het syndroom. Sommigen vinden dat de aandoening niet anders dan aandachttrekkerij en aanstellerij is en het best gezien kan worden als simulatie om straf of conflict te ontlopen, waarbij een psychose of andere aandoening wordt geveinsd. De symptomen worden ook weleens uitgelegd als nagebootste stoornis als psychische reactie op de zware levensomstandigheden.
Anderen menen dat er wel degelijk een psychose aan het verschijnsel ten grondslag ligt, omdat er vaak ook depressies, hallucinaties en angstgevoelens voorkomen.
Ook zou het syndroom gezien kunnen worden als een dissociatieve stoornis niet anderszins omschreven (in de DSM-IV-terminologie), omdat de aandoening vaak gepaard gaat met een aantal dissociatieve verschijnselen, zoals geheugenverlies, onoplettendheid en versuftheid.